# 大阪市立小林小学校
大阪市立小林小学校（おおさかしりつ こばやし しょうがっこう）は、大阪府大阪市大正区にある公立小学校。
大阪市立平尾小学校の児童数が急増して学校規模が過大化したため、1970年に平尾小学校の分校が設置されたことに始まる。その後1974年に独立開校した。

## 沿革
公式サイト「沿革」による。
- 1970年4月1日 - 現在地に大阪市立平尾小学校の分校を設置。
- 1974年4月1日 - 大阪市立小林小学校として独立開校。
- 1980年1月 - 交通安全指導全国表彰受賞。
- 1980年11月 - 「よい歯の学校」として全日本歯科医師会より表彰。
- 2023年4月 - 学校情報化優良校に指定される[2]。

## 通学区域
- 大阪市大正区 小林東、小林西、千島3丁目（一部）、南恩加島5丁目（一部）[3]。

卒業生は基本的に大阪市立大正中央中学校に進学する。

## 出身者
- 碧天大市（大相撲力士、元幕下）
- 池原シーサー久美子（プロボクサー、第5代WBO女子世界ミニフライ級王者）

## 交通
- 大阪シティバス 小林バス停 東へ約300m。
- 大阪環状線・地下鉄長堀鶴見緑地線 大正駅 南へ約2.6km。